# پی‌یر دو لستوال
پیر دو لستوال (به فرانسوی: Pierre de L'Estoile) نویسنده قرن شانزدهم میلادی اهل فرانسه است.